# Oldendorp
Oldendorp im Rheiderland ist eine Ortschaft in der Gemeinde Jemgum im niedersächsischen Landkreis Leer in Ostfriesland. Das Haufendorf hat 87 Einwohner.

## Lage und Gebiet
Oldendorp wurde auf dem ehemaligen Uferwall der Ems gegründet, der sich heute etwa 600 Meter südlich der Deichlinie befindet. Das Dorf liegt auf einer Höhe von 0,6 bis  0,8 m ü. NHN, während sich das Umland etwa auf Meereshöhe oder leicht darunter befindet. Dies führte in vergangenen Jahrhunderten zu großen Entwässerungsproblemen, die erst 1954 mit der Inbetriebnahme des Schöpfwerkes bei Ditzum gelöst werden konnten. Der Boden besteht hauptsächlich aus Knickmarsch, südlich des Ortes findet sich auch Niederungsmoor. Insgesamt bedeckt der Ort eine Fläche von 5,29 Quadratkilometer.

## Geschichte
Der Emsuferwall wurde im Frühmittelalter besiedelt. Vermutlich wurde auch Oldendorp in diesem Zeitraum gegründet. Darauf deutet ein 1875 entdecktes frühmittelalterliches Gräberfeld hin. Erstmals wird die Warftsiedlung  im Jahre 909 in einem Heberegister als Aldonthorpe erwähnt. Im Spätmittelalter ist Oldendorp Sitz eines Häuptlings, deren Burgstelle aber bis dato nicht zweifelsfrei lokalisiert werden konnte.
Ursprünglich gehörte Oldendorp zum historischen Territorium Rheiderland. Dieses wurde zu Beginn der Neuzeit in Oberrheiderland und Niederrheiderland aufgeteilt. Oldendorp war fortan Teil der Vogtei Ditzum und im Amt Emden, das zum Niederrheiderland zählte.
Nach der Schlacht bei Jena und Auerstedt im Jahre 1806 wurde das Rheiderland aufgrund alter niederländischer Ansprüche aus Ostfriesland ausgegliedert und dem niederländischen Département Ems-Occidental mit der Hauptstadt Groningen zugeschlagen. Böhmerwold gehörte fortan unter niederländischer sowie später französischer Herrschaft seit 1807 dem Kanton Jemgum im Arrondissement Winschoten an.
Nach der Niederlage Napoleons und dem Zusammenbruch seiner Herrschaft zogen in den Jahren 1813 bis 1815 erneut die Preußen ein, die Ostfriesland dann nach dem Wiener Kongress 1814/15 an das Königreich Hannover abtreten mussten. Dieses schlug Böhmerwold 1817 dem Amt Jemgum zu, das 1859 in das Amt Weener eingegliedert wurde. Nach dem erneuten Einzug der Preußen wurde das Dorf 1885 eine Kommune im Kreis Weener, der 1932 im Landkreis Leer aufging.
Oldendorp war bereits vor 1933 eine Hochburg der NSDAP. Allerdings erhielt Adolf Hitler bei der Reichspräsidentenwahl 1932 erst im zweiten Wahlgang die absolute Mehrheit der Stimmen, nachdem er auch die 20 % Wahlstimmen der DNVP aus dem ersten Wahlgang auf sich vereinigen konnte.
Am Ende des Zweiten Weltkrieges lieferten sich kanadische Soldaten heftige Gefechte mit deutschen Truppen auf dem anderen Ufer der Ems. Davon zeugen heute noch Einschusslöcher in der Westmauer der Kirche.
Nach dem Zweiten Weltkrieg nahm der Ort – wie das gesamte Rheiderland – eine besonders große Zahl an Heimatvertriebenen auf, die zeitweise mehr als 30 Prozent der Bevölkerung stellten. Dies ist wohl darauf zurückzuführen, dass Oldendorp als landwirtschaftlich so leistungsstark angesehen wurde, dass es die zusätzlichen Bewohner ernähren konnte. Seit dem 1. Januar 1973 ist das Dorf ein Ortsteil der Gemeinde Jemgum.

### Entwicklung des Ortsnamens
Erstmals wird der Ort im 10. Jahrhundert als „Aldonthorpe“ bezeichnet. 1367 ist der Name „Aldathorp“ bezeugt. Der Name bedeutet „altes Dorf“ und steht dem benachbarten „neuen Dorf“ Nendorf gegenüber.

## Religion
Die Oldendorper Kirche wurde im 13. oder 14. Jahrhundert als rechteckige Saalkirche mit bis zu 1,20 Meter dicken Mauern errichtet. In religiöser Hinsicht gehörten die Einwohner von Oldendorp während des Mittelalters zur Propstei Hatzum im Bistum Münster. Nach der Reformation setzte sich das Reformierte Bekenntnis durch.  Seit 1911 bilden Oldendorp und der Nachbarort Nendorp eine Gemeinde, die heute vom Ditzumer Pastor betreut wird.